# Villino Rasponi
Il villino Rasponi è un edificio di Roma situato all'angolo tra via Boncompagni e via Piemonte, nel rione R. XVII Sallustiano.

## Descrizione
Fu edificato nel 1901 su progetto dell'architetto Carlo Pincherle (padre di Alberto Moravia) su committenza del conte Giulio Rasponi Murat, figlio di Gioacchino, che fu vicepresidente della Camera dei deputati del Regno d'Italia.
Il villino si presenta come un parallelepipedo con l'asse maggiore (lungo via Boncompagni) a filo di strada, di tre piani fuori terra più seminterrato. Gli altri tre lati si affacciano sul cortile e sul giardino (oggi entrambi lastricati). In corrispondenza dell'angolo tra le facciate su via Boncompagni e via Piemonte è situato un avancorpo di due piani fuori terra più seminterrato, sopra il quale si apre una terrazza, aperta sulle stanze del secondo piano e coronata da una parapetto balaustra. Un altro avancorpo di un solo piano fuori terra raccorda la facciata nord dell'edificio al contiguo edificio lungo via Piemonte. Tale avancorpo, anch'esso sovrastato da un'ampia terrazza balaustrata aperta sulle stanze del primo piano, ospita una galleria carrabile di accesso all'edificio (vestibolo) alla cui estremità si apre il monumentale portale su via Boncompagni e che immette nel cortile, nel quale si trova una dépendance per ospiti.
Carlo Pincherle modella l'edificio secondo gli stilemi di un esuberante rococò. Spicca in particolare l'abbondante decorazione a stucco presente su tutte le facciate; queste sono scandite da lesene, cornici marcapiano e balconi aggettanti in corrispondenza dell'avancorpo sud, e sono rivestite da bugnato, più pronunciato al piano terra e meno in corrispondenza del primo e del secondo piano. Le finestre del primo piano sono coronate da timpano, mentre quelle del piano terra e del secondo piano sono racchiuse in elaborate cornici a stucco. L'avancorpo sud ospita ampie finestre arcuate e vetrate.
La proprietà è delimitata, lungo via Piemonte, da un muro di cinta con abbondanti decorazioni ispirate all'eclettismo di fine secolo, adornato da grate in ferro battuto altrettanto elaborate. Elementi in ferro battuto impreziosiscono anche il monumentale portale di ingresso su via Boncompagni.
Perduta l'originaria funzione residenziale, l'edificio è oggi adibito ad uffici.